# Bazoches
Bazoches település Franciaországban, Nièvre megyében. Lakosainak száma 165 fő (2022. január 1.). Bazoches Domecy-sur-Cure, Pouques-Lormes, Empury, Neuffontaines, Saint-André-en-Morvan és Saint-Aubin-des-Chaumes községekkel határos.

## Népesség
A település népességének változása:
| Lakosok száma | 177  | 174  | 179  | 177  | 178  | 175  | 173  | 171  | 165  |
|               | 2013 | 2015 | 2016 | 2017 | 2018 | 2019 | 2020 | 2021 | 2022 |